# Epicorsia parambalis
Epicorsia parambalis là một loài bướm đêm trong họ Crambidae.